# 中华人民共和国外交部行政司
中华人民共和国外交部行政司（英語：Administrative Department of the Ministry of Foreign Affairs of the People's Republic of China），是中华人民共和国外交部直接领导的工作机关。

## 工作职能
外交部行政司主要按照国务院和外交部给其确定的工作范围，负责办理以下各项工作：
- 规划、建设和管理驻外外交机构馆舍；
- 负责驻华外交机构用地用房政策性管理和双边馆舍事务处理；
- 负责部机关房地产管理和房改工作；规划并组织实施部机关基建工程；负责部机关及部属单位基建计划管理；
- 管理部机关及驻外外交机构文物、贵重美术工艺品及部分有形资产；
- 负责驻外外交机构基建管理人员、工勤人员选派和部机关工勤人员人事管理。

## 历任司长
- 文迟（1987.9-1988.5）
- 王永成
- 陈宝顺
- 周天顺（1996－1998）
- 高锡棠（－2002）
- 武亚朋（2002－2004.11）
- 胡山（2004.11－2008.10）
- 李超（2008.10－2013）
- 孙霖江（2013－2017）
- 郭武（2017－2022）
- 胡张良（2022－2024.11）[2][3]